# Blade (còmic)
Blade (Eric Cross Brooks) és un personatge de ficció que apareix als còmics americans publicats per Marvel Comics. Creat per l'escriptor Marv Wolfman i el dibuixant Gene Colan, la seva primera aparició va ser al còmic The Tomb of Dracula nº10 (data de portada juliol de 1973) com a personatge secundari, però més tard va protagonitzar les seves pròpies històries. Dedicant la seva vida a desfer el món de tots els vampirs, Blade utilitza la seva fisiologia única per convertir-se en el caçador de vampirs perfecte; tot i que originalment es va representar com un humà immune a les mossegades de vampirs, Blade es va establir retroactivament com a dhampir després de la seva adaptació com a tal a Spider-Man: The Animated Series i la sèrie de pel·lícules Blade. És el pare de Brielle Brooks.
El personatge s'ha adaptat substancialment dels còmics a diverses formes de mitjans, com ara pel·lícules, sèries de televisió i videojocs. Blade va ser interpretat per Wesley Snipes a les pel·lícules Blade, Blade II i Blade: Trinity, i per Sticky Fingaz a la sèrie de televisió Blade: The Series, amb JD Hall donant la veu original al personatge a Spider-Man: The Animated Series i Terry Crews fent veu. ell a Ultimate Spider-Man i Hulk and the Agents of S.M.A.S.H. Mahershala Ali ha estat elegit per al personatge a la franquícia de mitjans Marvel Cinematic Universe (MCU), debutant amb un cameo vocal sense acreditar a la pel·lícula Eternals (2021) abans de la seva propera pel·lícula independent (2024).
Juntament amb Elektra i ̪Gambit el personatge de Blade, interpretat per Snipes, és un dels protagonistes de la pel·lícula del 2024 ̪Deadpool & Wolverine.

## Història de la publicació
Blade es va presentar com a personatge secundari a The Tomb of Dracula nº 10 de Marvel Comics publicat el 17 d'abril de 1973 (amb data de portada juliol de 1973), escrit per Marv Wolfman i dibuixat per Gene Colan. L'artista va recordar l'any 2003: "Marv em va dir que en Blade era un home negre i vam parlar de com s'havia de vestir i de com havia de semblar, un aspecte molt heroic. Aquesta va ser la meva aportació. [... ] La bandolera de fulles: aquesta va ser la idea de Marv. Però el vaig disfressar. Li vaig posar la jaqueta de cuir i així successivament". Colan va basar les característiques del personatge en "un conjunt d'actors negres", inclòs l'estrella del futbol de la NFL convertida en actor Jim Brown. Inicialment portava cabells afro a l'estil dels anys 70 i empunyava ganivets de fulla de teca. Blade va aparèixer als números 10–21, amb aparicions addicionals als números 24 i 28 (en conjunt van des del juliol de 1973 fins al setembre de 1974).
Wolfman va recordar el 2009,
| « | I knew if I let him, Blade would eclipse the other characters so I pulled him back and let original supporting characters Rachel, Frank and Quincy shine. I also wasn't happy with my Blade dialogue, so I pulled him out of the book for a while — I think almost a year — and when I brought him back I played him a bit straighter. The early Blade dialogue was cliche 'Marvel Black' dialogue. Later on, I tried to make him more real. But it took growing up as a writer. | » |

Fora de The Tomb of Dracula, va lluitar contra el vampir creat científicament Morbius the Living Vampire a la sèrie d'aquest últim a Adventure into Fear nº 24 (octubre de 1974), en una història escrita per Steve Gerber i dibuixada per P. Craig Russell.
La primera història en solitari de Blade es va publicar a la revista de còmics de terror en blanc i negre de Marvel Vampire Tales nº 8 (desembre de 1974), en una història d'11 pàgines de Wolfman i Tony DeZuniga. Aquest serial va continuar al número 9 (febrer de 1975), amb Wolfman i Chris Claremont com a guionistes. Blade va aparèixer després en una història en solitari de 56 pàgines que va concloure la història començada a Vampire Tales nº 8-9 a la revista en blanc i negre Marvel Preview nº 3 (setembre de 1975), escrita per Claremont, amb dos capítols dibuixats cadascun per DeZuniga i per Rico Rival (aquesta història es va anunciar per Vampire Tales nº 12, però es va publicar aquí després que aquesta revista fos cancel·lada). Una història de complement de sis pàgines de Wolfman i Colan la va seguir a Marvel Preview nº 8 (tardor de 1976).
Blade va tenir protagonisme a la dècada de 1990, començant amb Ghost Rider nº 28 (agost de 1992), a l'empremta Midnight Sons que incloïa números de Darkhold: Pages from the Book of Sins, Ghost Rider, Ghost Rider/ Blaze: Spirits of Vengeance., Midnight Sons Unlimited, Morbius i Nightstalkers. Blade va protagonitzar la sèrie de 18 números Nightstalkers, i va aparèixer amb aquest equip en una història al número d'antologia Midnight Sons Unlimited nº 1 (abril de 1993). Va aparèixer en dues històries en solitari, a Midnight Sons Unlimited nº 2 i 7 (juliol de 1993 i octubre de 1994).
Després de la cancel·lació de Nightstalkers, Blade va estrenar a la seva primera sèrie de còmics en color, Blade the Vampire Hunter nº 1–10 (juliol de 1994 - abril de 1995), escrit per Ian Edginton (amb els dos últims números de Terry Kavanagh) i dibuixat per Doug Wheatley. Blade va aparèixer a continuació en una història de 12 pàgines al número 1 (febrer de 1997) de la sèrie d'antologia en blanc i negre de curta durada Marvel: Shadows and Light. Després va tornar a protagonitzar dos one-shots en solitari: Blade: Crescent City Blues nº 1 (març de 1998), de l'escriptor Christopher Golden i el dibuixant i co-creador del personatge Gene Colan; i Blade: Sins of the Father nº 1 (octubre de 1998), de l'escriptor Marc Andreyko i el dibuixant Bart Sears.
A continuació, Marvel va anunciar una minisèrie de sis números, Blade de l'escriptor Don McGregor i el dibuixant Brian Hagen, però només es van publicar els números 1–3 (novembre de 1998 – gener de 1999). Marvel va publicar una nova minisèrie de sis números més tard aquell any, Blade: Vampire Hunter (desembre de 1999 - maig de 2000), escrita i, excepte els dos últims números, dibuixada per Bart Sears.
La següent sèrie en curs, Blade vol. 2 de l'escriptor Christopher Hinz i l'artista Steve Pugh, va publicar sis números, al segell Marvel MAX el 2002. Blade vol. 3 de l'escriptor Marc Guggenheim i el dibuixant i entintador Howard Chaykin, va tenir 12 números (setembre de 2006-agost de 2007). Les dues pàgines finals de l'últim número van ser dibuixades pel cocreador Colan.
Blade també va protagonitzar dos còmics promocionals: Blade nº 1⁄2 (1999) de l'escriptor i artista Sears i l'entintador Bill Sienkiewicz, inclòs amb números de Wizard: The Comic Magazine nº 2000; i Blade: Nightstalking (2005), una història de 22 pàgines escrita per Jimmy Palmiotti i Justin Gray i la dibuixant Amanda Conner, basada en les pel·lícules Blade de New Line Cinema, i inclosa amb el DVD Blade: Trinity Deluxe Edition. A més, la segona pel·lícula de Blade va ser adaptada com el còmic de Marvel Blade 2: Bloodhunt — The Official Comic Adaptation (abril de 2002) pels escriptors Steve Gerber i David S. Goyer i el dibuixant i entintador Alberto Ponticelli.
Blade es va unir al repartiment de Captain Britain i MI: 13 a partir del nº 5 (novembre de 2008).
Blade va ser un personatge recorrent a l'inici del tercer volum de X-Men apareixent a X-Men: Curse of the Mutants - Blade nº 1 (octubre de 2010), a X-Men vol.3 nº 2-6 (octubre de 2010 - febrer de 2011) i X-Men: Curse of the Mutants - Smoke and Blood nº 1 (novembre de 2010).
El 2015, es va anunciar que Tim Seeley i Logan Faerber llançarien una nova sèrie Blade, a partir de l'octubre de 2015, com a part del rellançament posterior a les noves Secret Wars de Marvel, centrada en la seva filla i la de la reina Cilla, Fallon Gray, però ha estat abandonat des de llavors.
En temps més recents s'ha unit a Els Venjadors a partir de The Avengers vol. 8 núm. 12 (març de 2019) fins al núm. 45 (juny de 2021).

## Biografia del personatge de ficció

### Primers anys de vida i carrera
Eric Cross Brooks va néixer en un prostíbul al barri de Soho de Londres, Anglaterra el 1929 de Tara Vanessa Cross-Brooks, una hereva que buscava santuari amb Madame Vanity, una agent de l'Ordre de Tyrana. Quan Tara va experimentar complicacions greus del part, es va trucar a un metge; en realitat, el metge era el vampir Deacon Frost, que va matar Tara bevent tota la seva sang. No obstant això, va passar sense voler certs enzims de vampirs al seu fill quan va néixer. Així, Eric es va convertir en part en vampir, evitant que la mossegada d'un vampir li transformés. Blade també ha especulat que li va provocar un odi als vampirs, tot i que això pot ser simplement una hipèrbole per part seva. Les treballadores sexuals del prostíbul van expulsar a Frost quan es van adonar del que havia fet.
Com que el seu pare Lucas Cross va ser falsament empresonat a la seva Latveria natal, Eric es va criar al bordell, creient que la seva mare hi havia estat empleada, i als 9 anys, un dia, tornant a casa de l'escola, va veure que un ancià era atacat per tres vampirs. Eric va ajudar l'home, Jamal Afari, a distreure els seus atacants perquè pogués matar-los amb una espasa de plata. Afari, fent-se passar per un músic de jazz, aviat es va convertir en una figura paterna per a Eric, ensenyant-li música i entrenant-lo en les maneres de lluitar contra els vampirs. Eric aviat va poder derrotar molts dels vampirs febles i més joves que ell i Afari van trobar en abundància. Amb el temps, el jove es va convertir en un atleta de nivell olímpic i un formidable combatent cos a cos; la seva habilitat amb els ganivets i els punyals va ser tal que li va valer el sobrenom de "Blade" (fulla d'un ganivet en anglès) tant entre els seus companys caçadors com entre els vampirs als quals s'oposaven, que el van començar a témer. Blade també va rebre entrenament addicional del llegendari Stick.
Les fàcils victòries de Blade el van fer arrogant. Es va unir a una banda de joves caçadors, els Bloodshadows, encapçalats per Cyrus Cutter, després assassinat per Blade en una baralla amb ganivets causada per la desaprovació de Blade de les accions de Cutter com a líder. Glory Anah, la xicota de Cutter, es va convertir en la primera amant de Blade. Després d'haver anat a Londres, on durant mesos el grup va caçar vampirs, dimonis i bruixots sota el lideratge de Blade, el grup es va trobar amb un vampir anomenat Lamia, molt més antic i poderós que qualsevol que Blade hagués conegut abans. Blade amb prou feines va derrotar a la Lamia, que va matar els altres Bloodshadows i va mossegar a la Glory, convertint-la en vampiresa. Tot i que Glory es va negar posteriorment a matar en Blade, li va advertir que no la busqués mai o el mataria. La tragèdia de l'experiència va canviar considerablement en Blade, ja que es va concentrar molt més i es va tornar més decidit en la seva caça.
El mateix Afari més tard va caure presa de Dràcula, la primera aparició d'una baralla en curs entre el senyor vampir i Blade. Blade va matar el seu mentor després que Afari es convertís en vampir, i va rastrejar Dràcula fins a Europa, Àsia i Anatòlia, aconseguint clavar-li estaques moltes vegades, però mai destruint-lo completament. Mentre estava a la Xina, Blade es va unir als caçadors de vampirs d'Ogun Strong, que incloïen Azu, Orji i Musenda. Junts, van tornar a estacar a Dràcula. Dràcula va sobreviure i va matar a tots els caçadors excepte en Blade i Musenda, que finalment es va retirar de la caça de vampirs. L'Orji havia creat una impressió duradora en Blade amb el seu ús de punyals de fusta per combatre els vampirs, el que va fer que Blade adoptés aquesta arma com la seva preferida. Consumit pel dolor pels seus companys caiguts, en Blade va reprendre la seva recerca sol.

### Els caçadors de vampirs de Quincy Harker
Blade finalment va localitzar Dràcula a París, on es va trobar per primera vegada amb el caçador de vampirs Quincy Harker, fill de Jonathan Harker, a qui coneixia per reputació, i els companys caçadors de vampirs d'Harker: Rachel van Helsing, besnéta d'Abraham Van Helsing; Taj Nital; i Frank Drake, l'últim descendent mortal de Dràcula. A causa del seu temperament, en Blade va tenir una relació tensa però constant amb el grup, aliant-se amb ells en diverses ocasions, però al final sempre se'n va separar.
Més tard, després d'una batalla sense èxit amb Dràcula, Blade es va adonar que era immune a la maledicció del vampir en què havien caigut molts altres caçadors. Armat amb aquest coneixement, es va separar d'en Harker i va anar darrere de Deacon Frost tot sol. Blade més tard va lluitar contra Dràcula a Londres, així com contra Morbius el Vampir Vivent, i la Legion of the Damned (Legió dels Condemnats), que sense èxit el van incriminar per assassinat. Blade també va destruir una banda de nens vampir sense dubtar-ho.
La recerca de Blade de l'assassí de la seva mare el va portar a Boston, Massachusetts, on es va aliar amb Dràcula contra el Doctor Sun. Després d'aquesta batalla, Dràcula va desaparèixer i en Blade va tornar a marxar pel seu compte.
Finalment es va trobar amb Hannibal King, un detectiu privat a qui Deacon Frost havia convertit en vampir. Tot i que inicialment desconfiava de King, Blade es va unir amb ell per caçar en Frost. Blade i King van lluitar junts contra el doppelgänger malvat de Blade que va absorbir el Blade real en la seva forma. King va demanar l'ajuda de Daimon Hellstrom, el Fill de Satanàs, que va exorcitzar Blade del doppelgänger i el va matar amb l'ajuda de King. Blade i King finalment es van trobar amb Frost, que havia creat un exèrcit de doppelgängers vampírics, un per a cadascuna de les seves víctimes. Junts, tanquen en Frost per sempre, destruint el vampir i forjant una amistat duradora.
Blade, Rachel van Helsing i Harold H. Harold es van enfrontar més tard a Dràcula. Més tard, Blade va tornar a la Xina i va honrar la memòria dels seus antics aliats salvant l'esposa de Musenda de ser convertida en vampir.

### Els Nightstalkers
En anys posteriors, Blade, juntament amb King i Drake, es van convertir en un aliat freqüent del bruixot Doctor Strange, i els tres van assistir a Strange en les batalles amb Dràcula i els Darkholders i van ajudar en el llançament de la Fórmula Montesi que, durant un temps, va destruir tots els vampirs de la Terra. Blade, King i Drake van formar llavors l'agència de detectius privats Borderline Investigations, Inc. per combatre les amenaces sobrenaturals. Al costat del Doctor Strange, els tres detectius van tornar a lluitar contra els Darkholders. Blade també va rescatar la seva amiga íntima Safron Caulder dels Darkholders.
L'agència va deixar de funcionar després que en Drake se'n anés i Blade fos ingressat a un hospital psiquiàtric després d'una batalla amb un Dràcula que va ressuscitar temporalment. El Doctor Strange més tard va organitzar l'alliberament de Blade perquè pogués unir-se a Drake i King en la reforma de Borderline Investigations, Inc. com els Nightstalkers. Blade, King i Drake van ser contractats per Lilith, la mare de tots els dimonis, per matar el segon Ghost Rider i John Blaze, en aquella època sense un poder infernal. Els tres Nightstalkers van lluitar contra Meatmarket. Els Nightstalkers van fer equip amb el Ghost Rider, Blaze, Morbius, Doctor Strange i els Darkhold Redeemers per lluitar contra la Lilith i la seva Lilin. Els Nightstalkers també van lluitar contra altres amenaces, com el DOA d'HYDRA.
Després de l'eventual debilitament de la Fórmula Montesi i el retorn dels vampirs, Blade es va trobar i va estacar a un antic aliat, l'ara vampir Taj Nital, i va sobreviure a una batalla amb el primer Senyor dels Vampirs, Varnae, en la qual Drake i King semblaven haver estat assassinats.

### El Daywalker
Un cop més un caçador de vampirs en solitari, Blade es va unir breument amb la mística Bible John Carik, i es va trobar amb un vampir que es feia passar per Deacon Frost i un Dràcula ressuscitat una vegada més. Més tard, a Nova Orleans, Louisiana, Blade va descobrir que Hannibal King havia sobreviscut, i els dos van unir forces per derrotar a Frost genuïnament ressuscitat. Blade es va mantenir actiu a Nova Orleans, derrotant el vampir Ulysses Sojourner i el seu propi antic aliat, Morbius, que estava sota l'esclavitud mental de Sojourner. Blade va seguir Morbius a Nova York, on, mentre feia equip amb Spider-Man, Blade va ser mossegat per Morbius. Els enzims sanguinis de Blade van reaccionar de manera inesperada amb la forma única de vampirisme de Morbius per atorgar a Blade molts punts forts dels vampirs, alhora que eliminaven les debilitats inherents a un vampir veritable, sobretot la vulnerabilitat a la llum solar. Va ser en aquest moment quan Blade va assumir el títol no oficial de "el Daywalker" entre les seves preses.
L'agència d'espionatge sancionada per les Nacions Unides S.H.I.E.L.D. va intentar utilitzar la sang de Blade per al Projecte: Silvereye, un intent de clonar agents vampirs. Blade i els bessons caçadors de vampirs Mosha i Mikado van tancar el projecte. Blade es va unir més tard a Noah van Helsing, en realitat Noah Tremayne, el cosí adoptiu de Rachel van Helsing, i diversos caçadors de vampirs arreu del món per evitar que Dràcula es convertís en un autèntic senyor vampir semblant a un déu. Blade va tornar a Nova Orleans.
Blade es va tornar a trobar amb Dràcula i va semblar destruir completament el senyor vampir una vegada més a bord de l'Helicarrier de S.H.I.E.L.D. Pericles V. Sense que Blade ho sabés, el seu pare ric, Lucas Cross, havia estat el responsable de la resurrecció més recent de Dràcula. Més tard, Cross va segrestar en Blade i va intentar forçar a Blade a alimentar-se d'una noia verge en un intent de complir una profecia. Blade va escapar després de mossegar-se la seva pròpia mà. Més tard, Blade s'alimentaria d'una verge després de mossegar un malvat sacerdot vampir, Draconis.
A canvi d'emprendre una aventura de viatge en el temps per al supermalvat Doctor Doom, Blade va rebre de Doom un elixir que suposadament curaria un vampir de la set de sang humana, però també eliminaria la sed de sang que reben els caçadors de vampirs per matar els morts vivents. Al final de la sèrie, Blade va donar l'elixir a Hannibal King. Durant aquesta missió de viatge en el temps, Blade va complir una altra part de la profecia alliberant el seu pare empresonat.

### Civil Wari més enllà
Durant la història de Civil War, en què els superherois de l'Univers Marvel es van dividir per la Llei de registre sobrehumans, Blade es va registra i va comença a cooperar amb S.H.I.E.L.D. Aquesta aliança va permetre a Blade accedir a la tecnologia de S.H.I.E.L.D., obtenint una "mà de pistola" per substituir-la la seva desapareguda. Blade completa una profecia que creia que retornaria les seves ànimes a tots els vampirs existents, però que, en canvi, va tornar a l'existència a tots els vampirs que havien estat assassinats.
A continuació, Blade va liderar un grup d'agents d'operacions sobrehumanes finançats en secret pel govern dels Estats Units, anomenats Vanguard, dels quals ni tan sols el president n'era conscient. Durant el seu temps amb aquest equip, Blade rep una mà de substitució cibernètica. L'esquadra es dissol després que la seva cobertura es veu compromesa, i Blade torna a casa al Regne Unit per unir-se a l'MI-13 en la seva lluita contra el mal sobrenatural. Poc després estaca la seva nova companya d'equip, l'heroïna vampiresa Spitfire. Blade i Spitfire es van enfrontar de nou en una batalla ferotge, però els dos es van veure obligats a treballar junts i semblaven haver format una amistat poc probable. En completar la seva primera missió junts, en Blade va intentar disculpar-se amb Spitfire per intentar matar-la, però abans que pogués acabar, ella el va besar.
Durant la història de "Curse of the Mutants", Blade apareix a San Francisco per ajudar els X-Men a capturar un exemplar de vampir per a l'X-Club. Ell confirma la mort de Dràcula i revela que el seu fill Xarus és el nou Senyor dels Vampirs, després d'haver unit totes les sectes de vampirs sota una sola bandera. Immediatament s'oposa al pla de Cíclope per ressuscitar Dràcula, afirmant "No desenterrar Hitler per desfer-se de Saddam Hussein". El conflicte va concloure amb Dràcula ressuscitat de totes maneres, malgrat les objeccions de Blade. Blade intenta matar a l'ara vampiresa Jubilee, però es veu obligat a retirar-se després d'un enfrontament amb Wolverine, que es nega a permetre que sigui estacada, tot i que en Blade adverteix als X-Men que eventualment hauran de matar-la.
Més tard es va revelar que Blade era el personatge (la identitat del qual s'ocultava al lector) de l'equip Mighty Avengers que portava l'àlies d'Spider Hero de tipus Halloween durant la història Infinity, i la identitat de Ronin d'una «caixa gran de coses antigues de Clint Barton» durant la història Inhumanity; la seva veritable identitat va ser finalment revelada.

## Poders i habilitats

### Còmics
A causa d'un enzim al torrent sanguini que resulta de la mossegada de la seva mare per un vampir mentre el donava a llum, Blade és immune a les mossegades dels vampirs sobrenaturals típics. En alguns casos, també semblava immune a la hipnosi dels vampirs. No obstant això, no tenia atributs físics sobrehumans i es basava únicament en la seva habilitat i determinació considerables fins que Morbius, the Living Vampire, un vampir atípic i creat científicament, el va mossegar i Blade es va convertir en una cosa semblant a un dhampir. Blade posseeix una força sobrehumana, resistència, velocitat, agilitat, sentits intensificats i un factor de curació ràpida que ataca qualsevol substància alienígena (químics/virus) del seu cos. El factor de curació també elimina qualsevol possibilitat que es quedi indefens o mutilat des de dins. Blade no es veu afectat per la llum del dia i la majoria de les altres debilitats tradicionals dels vampirs. També envelleix molt lentament (encara que no és immortal) i pot sentir de manera sobrenatural activitat sobrenatural.
Quan va ser criat i entrenat per Jamal Afari, en Blade va aprendre tot sobre la tradició dels vampirs, des dels seus punts forts fins a les seves debilitats, i com podia utilitzar els seus poders i habilitats per caçar vampirs i així poder lluitar i matar-los.
Blade és un mestre en combat amb arma blanca pot llançar-los amb gran precisió. Té un gran coneixement de la història dels vampirs, així com del sobrenatural.

### Pel·lícules i sèries de televisió
A les pel·lícules i sèries de televisió, Blade prové de Detroit, Michigan. Blade es representa amb tots els punts forts d'un vampir i cap de les seves debilitats, excepte la sed de sang. Blade intenta suprimir la set amb un sèrum, però durant la primera pel·lícula, el seu cos desenvolupa una resistència. Al començament de la segona pel·lícula, s'afirma que la doctora Karen Jenson, de la primera pel·lícula, va millorar el sèrum, presumiblement en el temps entre les dues pel·lícules. Encara que no vol beure sang, s'ha demostrat que n'és capaç; abans del desenvolupament del sèrum, Abraham Whistler va assenyalar que va trobar Blade quan era adolescent quan Blade s'alimentava de persones sense llar, amb Blade ingerint sang durant la primera i la segona pel·lícula quan estava en una posició on estava greument ferit i havia de recuperar tota la força tan aviat com fos possible.
La fisiologia mig vampir de Blade fa que sigui completament immune a la plata, l'all i la llum solar. Blade té força, velocitat, resistència, agilitat, reflexos i sentits sobrehumans. També té un factor de cicatrització que li permet curar-se completament de les ferides durant la nit, tot i que a la primera i a la segona pel·lícula es va veure obligat a beure sang per accelerar les seves habilitats curatives habituals davant d'una amenaça immediata i massa ferit per enfrontar-s'hi. També s'esmenta a la primera pel·lícula que envelleix com un humà, mentre que els vampirs envelleixen molt més lentament. És un mestre d'arts marcials, practica la meditació i pot parlar txec, rus i, fins a cert punt, l'idioma dels vampirs, i té un gran coneixement sobre la caça de vampirs. A la sèrie de televisió es veu que, mentre ell només és mig vampir, la saliva de Blade encara produeix l'enzim que converteix els humans en vampirs.

## Equipament

### Còmics
Segons les seves primeres aparicions als còmics originals The Tomb of Dracula, Blade es basava en punyals de fusta de teca que feia servir per empalar els oponents, i una varietat d'estaques de caoba. Era un excel·lent combatent cos a cos i lluitador amb ganivets. Els còmics posteriors van millorar significativament el seu arsenal al llarg dels anys, incloent una varietat d'armes de fulla diferents que van des d'espases llargues fins a katanes, així com pistoles, llançaflames i armes UV i plata. Es basa principalment en una espasa de doble tall que porta a l'esquena. També ha tingut cert èxit amb armes improvisades, com ara estaques fetes amb escombres trencades i, després de perdre la mà, un apèndix de recanvi fet amb cinta adhesiva i un pal punxegut. Substituiria això per una nova arma de foc semblant a una metralladora utilitzada en lloc de la seva mà que li falta, que respon a diferents contraccions musculars com a indicació de recàrrega i tret, entre altres funcions. També utilitza tres tipus diferents de munició. Aquesta arma va ser creada per S.H.I.E.L.D. Blade també tenia un arsenal de granades EMP.

### Pel·lícules i sèries de televisió
De la mateixa manera que en els còmics, a la sèrie de pel·lícules, Blade utilitza una espasa estilitzada de doble tall com una de les seves principals eines d'atac i defensa. Tot i que als còmics no s'especifiquen gaires detalls sobre la composició de l'espasa, a les pel·lícules, està equipada amb una fulla de titani gravada a l'àcid que té una funció de seguretat que alliberarà les fulles a la mà del portador després d'un temps determinat. Això és avortat per Blade o altres que coneixen el sistema prement un interruptor ocult a l'empunyadura de l'espasa. Les pel·lícules també el representen amb varietats de "gulles" llançables (armes semblants a un bumerang o chakram que tornen quan es llancen), diferents ganivets, estaques de plata i armes de foc. També fa servir armes especialitzades, com ara pots d'injecció llençables plens d'un anticoagulant que és explosivament letal per als vampirs, i puntes d'injector extensibles que s'utilitzen al dors de la mà.

### Anime
A més de totes les seves habilitats i poders anteriors, l'espasa de Blade en particular es mostra a Marvel Anime com a especialment avançat. L'estil d'espasa de Blade gira principalment al voltant del seu domini de Yagu Shinkage-ryu, un art de kenjutsu que pot desencadenar potents ones de xoc o pales de vent transparents dels seus gronxadors d'espasa, cosa que li permet fer explotar o tallar respectivament els seus oponents des de la distància. El Yagu Shinkage-ryu també té tres tècniques principals de Yagyu. La primera tècnica dibuixa un petit cercle amb la punta de la seva espasa, produint una imatge posterior perfectament tangible d'ell mateix. La segona tècnica implica un gir d'alta velocitat, que permet a Blade llançar un tall omnidireccional en ràpida successió amb tanta intensitat que incendia el seu cop. La tècnica final llança diverses fulles d'ombra al voltant de l'oponent, amagant el camí d'atac de l'usuari amb poques possibilitats de ser notat.

## Demanda de Marv Wolfman
El 1997, a la vigília de l'estrena imminent de la pel·lícula Blade, Marv Wolfman va demandar a Marvel Characters Inc. per la propietat de tots els personatges que havia creat per a Marvel Comics, inclosos Blade i Nova. Una sentència a favor de Marvel es va dictar el 6 de novembre de 2000. La posició de Wolfman era que no havia signat contractes de treball per lloguer quan va crear els seus personatges, inclosos Blade i Nova. En un judici sense jurat, el jutge va dictaminar que l'ús posterior de Marvel dels personatges era prou diferent per protegir-lo de la reclamació de Wolfman de propietat dels drets d'autor.

## Recepció
IGN va classificar a Blade com el 63è personatge de còmic més important, afirmant que Blade és l'heroi més emblemàtic que va sorgir del període de les històries de monstres. UGO Networks va situar Blade com un dels principals herois d'entreteniment, citant que "Blade ha d'aconseguir accessoris per ser el personatge de Marvel més obscur per aconseguir un acord de cinema... i també de televisió!" Blade va ocupar el quart lloc en una llista de personatges monstres de Marvel Comics el 2015.
El 2021, Screen Rant va incloure Blade a la seva llista "Marvel: 10 Most Powerful Vampires".
El 2022, CBR.com va classificar Blade 1r a la seva llista "10 Vampires Marvel més importants".
El 2022, Screen Rant va incloure Blade a la seva llista "MCU: 10 Most Desired Fan Favorite Debuts Expected In The Multiverse Saga".

## En altres mitjans

### Televisió
- Blade apareix a Spider-Man, amb la veu original de JD Hall. En aquesta versió era el fill d'un vampir masculí que s'havia enamorat d'una dona humana que el va deixar en acollida abans que ella mateixa es convertís en vampiresa.
- Blade apareix en una sèrie de televisió homònima, interpretada per Sticky Fingaz. Ambientada després dels esdeveniments de Blade: Trinity, el nom de naixement d'aquesta versió és Eric Brooks i va néixer a Detroit. A més, el seu pare és Robert Brooks, que el va criar fins als 12 anys, quan es van fer més evidents elements de la seva naturalesa vampírica.
- Blade apareix a Marvel Anime: Blade, amb la veu d'Akio Ōtsuka a la versió japonesa i Harold Perrineau al doblatge en anglès, mentre que el seu jo més jove és interpretat per Junko Minagawa a la versió japonesa i per Noah Bentley en el doblatge en anglès.[60] En aquesta versió va haver de matar la seva mare convertida en vampiresa en defensa pròpia i va ser entrenat en la caça de vampirs per Noah van Helsing i Tanba Yagyo.
- Blade apareix a l'episodi de dues parts d'Ultimate Spider-Man "Blade and the Howling Commandos", amb la veu de Terry Crews.[61][62] En aquesta versió té tatuatges de runes antigues al cuir cabellut i és un antic membre dels Howling Commandos de Nick Fury que va marxar per motius desconeguts.
- Blade apareix a Hulk and the Agents of S.M.A.S.H., amb la veu novament de Terry Crews.[61] En aquesta versió és membre dels Howling Commandos de Nick Fury.
- Blade apareix a Marvel Disk Wars: The Avengers, amb la veu de Hiroki Yasumoto a la versió japonesa i Beau Billingslea al doblatge en anglès.[61]

### Pel·lícules
- Blade apareix en una trilogia de pel·lícules de New Line Cinema, interpretada per Wesley Snipes. La primera, Blade, es va estrenar l'any 1998, i presentava el personatge com a estoic mentre revisava els seus poders i debilitats. En lloc d'un humà normal amb immunitat al vampirisme, a la versió cinematogràfica és un dhampir amb poders vampírics i set de sang que controla mitjançant un sèrum especial. La pel·lícula d'èxit financer va rebre dues seqüeles, Blade II (2002) i Blade: Trinity (2004).
- A l'agost de 2012, els drets cinematogràfics de Blade havien tornat a Marvel Studios,[63] i un guió per a una nova pel·lícula estava llest pel maig de 2013.[64] Al juliol de 2015, Snipes i Marvel havien discutit que l'actor reprengué el seu paper.[65] També s'havia discutit un crossover amb la sèrie de pel·lícules, però es va rebutjar perquè Marvel Studios volia introduir Blade al Marvel Cinematic Universe (MCU).[66] Mahershala Ali havia estat elegit com a Blade el juliol de 2019.[67] El 2021, Stacy Amma Osei-Kuffour va ser contractada per escriure el guió al febrer[1] mentre que Bassam Tariq va ser confirmat per dirigir al setembre.[68] Tariq va marxar un any més tard a causa dels canvis de producció de la pel·lícula, quan Beau DeMayo es va unir per reescriure el guió.[69] Yann Demange va ser contractat per dirigir el novembre de 2022, mentre que Michael Starrbury va ser seleccionat per fer una reescriptura de la primera pàgina del guió.[70] La pel·lícula començarà la fotografia principal a principis del 2023 als Tyler Perry Studios, Atlanta. Blade està previst que s'estreni el 6 de setembre de 2024, com a pel·lícula final de la cinquena fase de l'MCU.[71][72][73]
  - Ali fa un cameo vocal sense acreditar com a Blade en una escena de poscrèdits a Eternals. Just quan Dane Whitman està a punt de recollir l'espasa, un Blade invisible li pregunta si realment està preparat per a això.[74]